# Черепашки-ниндзя II: Тайна изумрудного зелья
«Черепашки-ниндзя II: Тайна изумрудного зелья» (англ. Teenage Mutant Ninja Turtles II: The Secret of the Ooze) — американский супергеройский комедийный боевик 1991 года, снятый режиссёром Майклом Прессманом по сценарию Тодда В. Лангена. Это прямое продолжение фильма «Черепашки-ниндзя» (1990), основанное на комиксах Кевина Истмена и Питера Лэрда об одноимённых персонажах. Главных героев — Леонардо, Микеланджело, Донателло и Рафаэля — озвучили Брайан Тоти, Робби Рист, Адам Карл и Лори Фасо, а Пейдж Турко и Дэвид Уорнер сыграли репортёра Эйприл О’Нил и профессора Джордана Перри. По сюжету, выживший враг Черепашек-ниндзя — лидер преступного клана ниндзя Фут Шреддер — узнаёт тайну происхождения их мутации и создаёт собственных мутантов — Токку и Разара, чтобы отомстить им за своё поражение. В отличие от первой части, черепахи практически не используют оружие в сражениях, так как родители юных зрителей жаловались на чрезмерное количество насилия в прошлом фильме.
Фильм посвящен создателю «Маппетов» Джиму Хенсону, который умер менее чем за год до премьеры; сотрудники его компании «Jim Henson’s Creature Shop» создали аниматронные костюмы черепашек и Сплинтера для первых двух картин про этих персонажей.
22 марта 1991 года состоялся американский релиз «Тайны изумрудного зелья»; дистрибуцией фильма занималась компания New Line Cinema. Он получил смешанные, преимущественно негативные отзывы от кинокритиков, которые сетовали на отход от более мрачного тона первой части. Несмотря на это, при производственном бюджете в размере $ 25 млн картина заработала $ 78,7 млн; она занимает 13-е место среди самых прибыльных кинорелизов на территории США 1991 года. В 1993 году вышло её продолжение под названием «Черепашки-ниндзя III».

## Сюжет
В Нью-Йорке молодой разносчик пиццы по имени Кено замечает уличных грабителей и пытается остановить их. Он оказывается опытным мастером боевых искусств, однако, противник подавляет его количеством. Его спасают находившиеся неподалёку Черепашки-ниндзя, которые побеждают преступников, оплачивают доставленную пиццу и исчезают в тени.
Леонардо, Микеланджело, Донателло, Рафаэль и их учитель Сплинтер переезжают в квартиру их подруги Эйприл О’Нил, так как их прошлый дом был разрушен ниндзя клана Фут по приказу лидера организации, Шреддера. В то время как Сплинтер заявляет, что другие люди не должны знать об их существовании, Рафаэль не хочет скрываться. На свалке, где обосновались остатки клана Фут во главе с мастером Тацу, появляется Шреддер, который намеревается отомстить черепахам за своё поражение.
Эйприл берёт интервью у профессора Джордана Перри из «Techno Global Research Industries» (TGRI) о возможной утечке токсичных отходов. Учёный заверяет её, что он и его коллеги держат ситуацию под контролем; ранее они обнаружили мутировавшие одуванчики, подвергшиеся воздействию экспериментального вещества. Об этом узнаёт шпион клана Фут по имени Фредди, работающий под прикрытием в роли оператора Эйприл. Он забирает один из одуванчиков и отдаёт его Шреддеру, который решает допросить Перри. Когда Эйприл возвращается в свою квартиру, Сплинтер сообщает ей и черепахам, что мутаген, из-за которого они мутировали 15 лет назад, был создан TGRI, поэтому герои также отправляются к Перри за ответами. Первыми до профессора добираются Фут-ниндзя, которые похищают его и забирают последнюю канистру с мутагеном. Черепахи пытаются вернуть канистру, но, в конечном итоге, терпят неудачу. Между тем Кено проникает в квартиру Эйприл под предлогом доставки пиццы и сталкивается со Сплинтером и черепахами.
Шреддер заставляет Перри использовать оставшийся мутаген на грифовой черепахе и волке, которые мутируют в Токку и Разара. Черепахи решают найти новый дом, так как, до тех пор, пока они остаются в доме Эйприл, ей угрожает опасность со стороны клана Фут. Поссорившись с Леонардо Рафаэль уходит от братьев, а Микеланджело обнаруживает потенциальное логово — заброшенную станцию метро «Сити-Холл». Вопреки запретам Сплинтера, Кено внедряется в клан Фут, чтобы выследить их убежище. Тем не менее, его приктие раскрывают; ниндзя захватывают подоспевшего на помощь Рафаэля, а Кено сбегает, чтобы предупредить остальных. Вскоре они попадают в засаду клана Фут и, после столкновения с Токкой и Разаром, которые оказываются им не по силам, герои отступают; перед этим они успевают освободить Рафаэля и Перри. Профессор объясняет, что мутаген был побочным продуктом его ранних экспериментов, чем расстраивает Донателло, Леонардо и Рафаэля, которые объясняли своё происхождение высшей целью.
Шреддер поручает Токке и Разару разгромить соседний район, чтобы продемонстрировать общественности их силу. На следующий день Фредди отправляет Эйприл сообщение, в котором говорится, что Токка и Разар уничтожат Центральный парк, если черепахи не встретятся с Фут-ниндзя на строительной площадке. Перри разрабатывает антидот от мутаций. На месте встречи Черепашки-ниндзя помещают противоядие в пончики, чтобы обманом заставить Токку и Разара принять его. Мутанты раскрывают их замысел и забрасывают Рафаэля в ночной клуб, где выступает Ванилла Айс. Сначала владельцы клуба собираются вызвать полицию, однако передумывают, увидев, как посетители наслаждаются развернувшимся сражением. В конечном итоге черепахам удаётся вернуть Токку и Разара в их естественное состояние, распылив антидот с помощью огнетушителя. Затем в клубе появляется Шреддер, сражение с которым переходит в доки. Шреддер принимает остатки мутагена и превращается в Супер-Шреддера. В ярости он случайно разрушает док и погибает под обвалом.
Перри благодарит черепах за спасение его жизни через Эйприл. Из газет Сплинтер узнаёт, что черепах видели в клубе и приказывает всем четверым сделать десяток сальто в качестве наказания.

## В ролях

### Актёры
- Пейдж Турко — Эйприл О’Нил, репортёр «Третьего новостного канала» и подруга черепах и Сплинтера.
- Дэвид Уорнер — профессор Джордан Перри, учёный и ведущий научный сотрудник компании TGRI. Вместе с черепахами создаёт противоядие от мутации Токки и Разара.
- Эрни Рейес-младший — Кено, доставщик пиццы и эксперт по боевым искусствам, который заводит дружбу с черепахами. В предыдущем фильме Рейес играл Донателло в черепашьем костюме.
- Франсуа Шо — Ороку Саки / Шреддер, заклятый враг черепах и Сплинтера, который пережил битву с последним из первой части, после чего вознамерился отомстить своим врагам. Шо заменил предыдущего исполнителя роли Джеймса Сайто.
- Кевин Нэш — Супер-Шреддер.
- Тосисиро Обата — мастер Тацу, правая рука Шреддера, который возглавлял клан Фут во время отсутствия их лидера.
- Марк Дорр — Фредди, член клана Фут, выдающий себя за оператора Эйприл.
- Майкл Прессман — сотрудник новостного канала.
- Рэймонд Серра — начальник полиции Стерн.
- Ванилла Айс — камео.

Майкл Джей Уайт сыграл эпизодическую роль новобранца клана Фут.

### Актёры озвучивания
- Брайан Тоти — Леонардо, лидер Черепашек-ниндзя и старший из братьев. Носит синюю повязку и владеет парой ниндзято.
- Робби Рист — Микеланджело, самая юная и весёлая Черепашка-ниндзя. Носит оранжевую повязку и владеет парой нунчак.
- Адам Карл — Донателло, самая умная Черепашка-ниндзя. Носит фиолетовую повязку и владеет бо. Карл заменил Кори Фельдмана из первой части.
- Лори Фасо — Рафаэль, самая сильная и агрессивная Черепашка-ниндзя. Носит красную повязку и владеет парой саев. Трум и Фасо заменили предыдущего исполнителя роли и актёра озвучивания Джоша Пэйса.
- Кевин Клэш — Сплинтер, мудрая мутировавшая крыса, приёмный отец и учитель Черепашек-ниндзя.
- Дэвид МакЧарен — Ороку Саки / Шреддер.
- Майкл МакКоннохи — мастер Тацу.
- Фрэнк Уэлкер — Токка и Разар, мутировавшие грифовая черепаха и волк, созданные профессором Перри по приказу Шреддера с помощью украденного у компании TGRI мутагена.

### Кукловоды
- Марк Касо — Леонардо (исполнитель роли в костюме)
  - Роб Тайгнер — Леонардо (помощник кукловода)
  - Ларри Лам — Леонардо (дублёр в боевых сценах)
- Микелан Систи — Микеланджело (исполнитель роли в костюме)
  - Мак Уилсон — Микеланджело (помощник кукловода)
  - Ник Пальма — Микеланджело (дублёр в боевых сценах)
- Лейф Тилден — Донателло (исполнитель роли в костюме)
- Роб Миллс — Донателло (помощник кукловода)
  - Стивен Хо — Донателло (дублёр в боевых сценах)
- Кенн Трум — Рафаэль (исполнитель роли в костюме)
  - Дэвид Гринуэй — Рафаэль (помощник кукловода)
  - Пак Хо Сун — Рафаэль (дублёр в боевых сценах)
- Кевин Клэш — Сплинтер (исполнитель роли в костюме)
  - Рики Бойд — Сплинтер (помощник кукловода)
  - Сью Дакр — Сплинтер (помощник кукловода)
- Марк Гинтер — Разар (исполнитель роли в костюме)
  - Горд Робертсон — Разар (помощник кукловода)
  - Гамильтон Перкинс — Разар (дублёр в костюме)
- Курт Брайант — Токка (исполнитель роли в костюме)
  - Рик Лайон — Токка (помощник кукловода)
  - Дэвид Роуден — Токка (помощник кукловода)

## Производство
Golden Harvest приступила к производству «Тайны изумрудного зелья» после кассового успеха первой части. В то время как бюджет фильма 1990 года составлял $ 13,5 млн, на создание сиквела компания выделила $ 25 млн. В обоих случаях дистрибуцией занималась New Line Cinema. Актёры озвучивания Леонардо и Микеланджело вернулись к своим ролям во второй части; Кори Фельдман не смог озвучить Донателло из-за обвинений в хранении наркотиков, выдвинутых против него в декабре 1990 года. Пейдж Турко заменила Джудит Хоаг в роли Эйприл О’Нил. По словам Хоаг, продюсеры не предложили ей повторить роль героини, так как, по их мнению, во время съёмок предыдущей картины она много жаловалась на напряжённый график съёмок и сцены насилия. Также в «Тайну изумрудного зелья» не вернулся один из главных героев первой части — Кейси Джонс. Продюсерам понравилась актёрская игра Эрни Рейеса-младшего, который ранее играл Донателло в боевых сценах, поэтому они написали для него отдельную роль союзника Черепашек-ниндзя Кено. К работе над сиквелом также присоенидился сценарист первой части Тодд В. Лэнген.
Создатели Черепашек-ниндзя Кевин Истмен и Питер Лэрд были против появлении в фильме популярных злодеев мультсериала 1987 года Бибопа и Рокстеди, так как считали их «глупыми и раздражающими». По этой причине создатели придумали новых персонажей-мутантов — Токку и Разара. Большую часть фильма черепахи не используют оружие, так как родители юных зрителей первой части были недовольны чрезмерным количеством насилия на экране. Заброшенная станция метро, которая стало новым домом черепах, основана на реальной выведенной из эксплуатации станции Сити-холл нью-йоркского метро, построенной компанией «Interborough Rapid Transit Company»; тем не менее, станция не была полностью заброшенной, как показано в фильме. На тот момент поезда ежедневно проходили через станцию в сторону центра города, однако пассажиры вагонов не могли сойти на ней. Во время съёмок сцены, в которой черепахи застревают в сети и падают на землю, один из каскадёров сломал лодыжку. Некоторые эпизоды создатели фильма снимали на киностудии Северной Каролине, где был воссоздан интерьер Нью-Йорка. Входом в квартиру Эйприл послужил офис компании «Jim Henson’s Creature Shop», сотрудники которой создавали костюмы с аниматроникой для «Тайны изумрудного зелья» и его приквела. Фильм посвящен памяти основателя компании Джима Хенсона, скончавшегося менее чем за год до его примеры.

## Музыка
В 1991 году вышел саундтрек к фильму под лейблом SBK Records. В альбом вошли 10 треков из «Тайны изумрудного зелья» и песни таких исполнителей, как Magnificent V11, Микки Махони, Ya Kid K, Кэти Деннис, Дэвид Моралес, Tribal House и Дэн Хартман. Самую популярную композицию из саундтрека — «Ninja Rap» — исполнил Ванилла Айс. Саундтрек включает в себя два оригинальных трека авторства оркестра «On the Half Shell». Музыку к фильму написал Джон Дю Пре.

## Релиз
Как и её приквел, «Тайна изумрудного зелья» подверглась цензуре в Великобритании из-за демонстрации в кадре нунчак — запрещённого оружия в этой стране. В 2002 году вышло британское DVD-издание фильма с изначальной версией.

### Маркетинг
Одновременно с премьерой фильма в продажу поступили фигурки Черепашек-ниндзя; на упаковочных коробках были изображены кадры из фильма, а также анимационные версии черепах, собравшихся вокруг канистры с мутагенов в правом верхнем углу. Фигурки по фильму были мягкими и эластичными, чтобы лучше отразить вид аниматронных костюмов персонажей. У них были шаровые шарниры на шее, плечах и бёдрах. В комплекте с каждой из них была небольшая пластиковая канистра с этикеткой «слизь». Ко всему прочему, Истмен и Лэрд выпустили комикс-адаптацию фильма.
По фильму также продавались фигурки Супер-Шреддера, Токки и Разара, созданные компанией Playmate. Персонажи картины появлялись на многочисленных продуктах питания, например Royal Gelatin Desserts выпустила десерты «Слизь» и разместила изображение черепах на упаковках с ними.

### Домашние носители
31 июля 1991 состоялся американский VHS-релиз фильма. На территории США было продано свыше 5 млн копий. В сентябре 2002 года состоялся выход издания картины на DVD. 4 августа 2009 года, в честь 25-летия франшизы в продажу поступило коллекционное Blu-ray-издание с художественными фильмами «Черепашки-ниндзя», «Черепашки-ниндзя II: Тайна изумрудного зелья», «Черепашки-ниндзя III» и анимационным фильмом «Черепашки-ниндзя» (2007).

## Восприятие

### Кассовые сборы
Премьера «Тайны изумрудного зелья» состоялась 22 марта 1991 года в США, после чего, с июня по август фильм демонстрировался в кинотеатрах других стран. В премьерные выходные картина заняла 1-е место в американском прокате, собрав более $ 20 млн. Суммарные сборы фильма составили почти $ 79 млн, а прибыль кинотеатров оценивалась в $ 41,9 млн. На момент 1991 года это был самый прибыльный независимый фильм после первой экранизации комиксов о Черепашках-ниндзя. Тем не менее, картина не была столь популярна в других странах: компания 20th Century Fox приобрела права на международную дистрибуцию за $ 25 млн, однако её выручка от проката составила лишь $ 12 млн. На территории других стран фильм в общей сложности заработал $ 54 млн.

### Критика
«Тайна изумрудного зелья» получила смешанные, преимущественно негативные отзывы от кинокритиков. На агрегаторе рецензий Rotten Tomatoes рейтинг свежести фильма составляет 35 % на основе 43 рецензий. Консенсус сайта гласит: «Помимо невыносимых для ушей взрослых детских диалогов в фильме есть неуклюжие сцены насилия, из-за которых черепахи ощущаются как плохой образец для подражания для детей». Metacritic, который выставляет оценки на основе среднего арифметического взвешенного, дал картине 45 баллов из 100 на основе 20 обзоров, что указывает на «смешанный приём».
Дэйв Кер из The Chicago Sun Times описал картину как «динамичный, смешной, увлекательный и простоватый 88-минутным фильм, с более удачным сочетанием юмора и боевых сцен, чем в первой части»; рецензент отметил, что фильм понравится как детям, так и взрослым".
Джанет Маслин из The New York Times отметила, что в сиквеле «черепахи меньше дерутся, больше паясничают и находятся вдали от их любимой канализации». Также Маслин похвалила фильм за отсылки к популярным на тот момент явлениям поп-культуры, например хип-хопу и Барту Симпсону. Ллойд Брэдли из Empire оценил картину на три звезды из пяти, резюмиров: «ей не хватает мрачности и утончённости, из-за которых первый фильм получился таким хорошим и зрелым, однако её незамысловатый сюжет и шутки понравятся детям младше десяти лет».
В своей рецензии для Chicago Tribune Джин Сискел дал сиквелу такую же положительную оценку, как и первой части, описав его как «фильм о боевых искусствах с резиновыми костюмами» и «скорее удручающими, нежели увлекательными» боевыми сценами. Роджеру Эберту из The Chicago Sun Times не понравилось, что черепахи практически не отличались друг от друга.

### Награды и номинации
| Год  | Награда              | Категория              | Номинант(ы)                                    | Результат | Источник |
| ---- | -------------------- | ---------------------- | ---------------------------------------------- | --------- | -------- |
| 1991 | BMI Film Music Award | Лучшая музыка к фильму | Джон Дю Пре                                    | Победа    | [ 36 ]   |
| 1991 | Kids’ Choice Awards  | Любимый фильм          | «Черепашки-ниндзя II: Тайна изумрудного зелья» | Победа    | [ 36 ]   |
| 1991 | Молодой актёр        | Лучший молодой актёр   | Эрни Рейес мл.                                 | Номинация | [ 36 ]   |

## Продолжение
В 1993 году вышло продолжение фильма под названием «Черепашки-ниндзя III».